# Provincias españolas en África

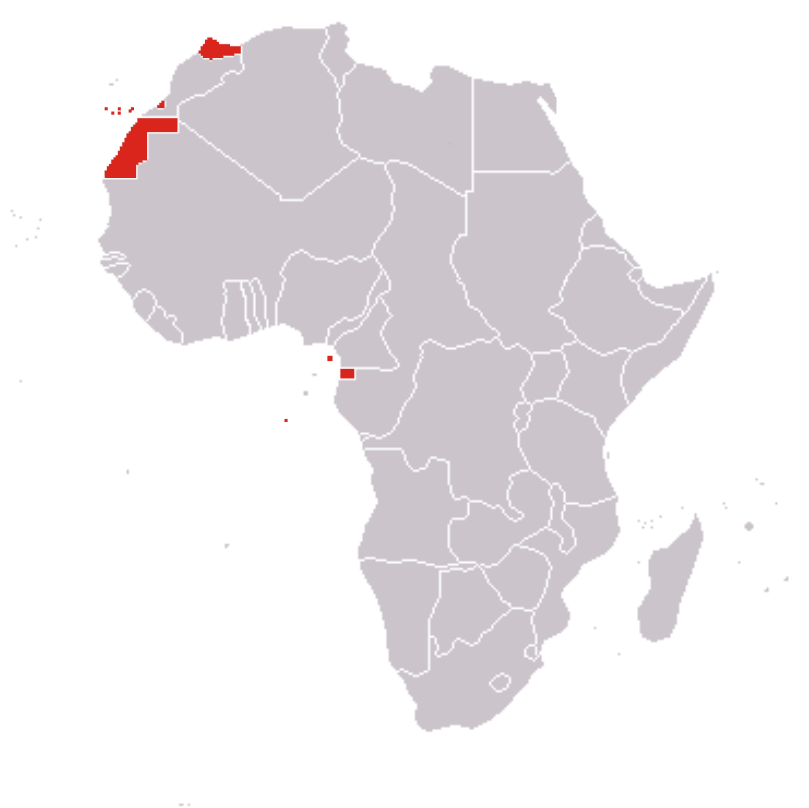
Provincias españolas en África durante el

Las provincias españolas en África es un término que hace referencia a las cuatro provincias españolas en África, hoy desaparecidas, y a las vigentes provincias de Santa Cruz de Tenerife y de Las Palmas.  
Las provincias españolas africanas desaparecidas sonː provincia del Sahara, provincia de Ifni, provincia de Fernando Poo y provincia de Río Muni. Estas contaron con el rango de provincia de España durante la dictadura de Francisco Franco. Celebraron sus  primeras elecciones locales en 1960, cuando se eligieron los primeros procuradores para las Cortes Españolas.
Las provincias Canarias están bajo el régimen provincial desde 1833. 

## Provincias españolas africanas desaparecidas
| Provincia del Sahara (provincia número 51) (1958-1975)ː Abarcaba un vasto territorio de 266 000 km², en la costa atlántica del Sahara. Su capital era El Aaiún, con 5200 habitantes. Fue un territorio español de 1884 a 1976. Su población era de aproximadamente 23 000 habitantes, concentrada principalmente en El Aaiún, Villa Cisneros y La Güera. Además de la economía tradicional saharaui basada en la crianza, aprovechamiento y comercio de dromedarios y cabras, los españoles, especialmente canarios, se dedicaban a la pesca en el banco canario-sahariano. La mayor riqueza de Sahara español eran las minas de FosBucraa, descubiertas por Manuel Alía Medina. La matrícula de sus vehículos era SH. Debido a la descolonización promovida por la ONU, el clima prebélico del que fueron exponentes la Marcha Verde y los ataques del Frente Polisario, España firmó en 1975 el Acuerdo Tripartito de Madrid y abandonó el territorio de manera definitiva en 1976, siendo desde entonces el Sáhara Occidental un territorio en disputa. | Escudo de la Provincia ultramarina del Sáhara Español.                       |
| Provincia de Ifni (provincia número 52) (1958-1969)ː Creada tras la guerra de Ifni-Sahara a resultas el Acuerdo de Cintra por el que Marruecos se anexionó la práctica totalidad de Ifni, a excepción de Sidi-Ifni y sus alrededores. Tenía una extensión de 100 (cien) km² y unos 15 000 habitantes,[cita requerida] lo que la convertía en la provincia de menor superficie de España. Su capital era Sidi Ifni con 12 700 habitantes y la base de su economía era la importante colonia militar establecida en la zona, que gozaba de todos los servicios de cualquier capital de provincia de la península. La matrícula de sus vehículos era IF. En 1960 fue declarado un territorio no autónomo por el Comité de Descolonización de las Naciones Unidas y, tras años de negociaciones, España entregó en 1969 al provincia de Ifni a Marruecos. Actualmente se encuentra en la provincia de Sidi Ifni, región de Guelmim-Río Nun de Marruecos. | Escudo de la antigua provincia española de Ifni (África Occidental Española) |
| La Provincia de Fernando Poo (provincia número 53) (1959-1968) comprendía las islas de Fernando Poo (actual Bioko), Annobón y otros islotes cercanos. La isla de Fernando Poo era conocida como la Perla del golfo de Guinea y estaba habitada por la etnia bubi, en su mayoría convertidos al catolicismo. La provincia tenía un clima ecuatorial de elevadas temperaturas y abundantes lluvias, que convertían el suelo en un lugar muy fértil para el cultivo de cacao, café, plátanos y azúcar. La capital de la provincia era Santa Isabel de Fernando Poo (actual Malabo), con 37 200 habitantes, con puerto y aeródromo. La matrícula de su vehículos era FP. Aunque tuvieron presencia española entre 1778 y 1780, fue en 1843 cuando se estableció definitivamente la soberanía española sobre las islas, al establecer un gobernador colonial en 1858. En 1926, fue unida a Río Muni para formar los Territorios Españoles del Golfo de Guinea. Si bien la unión que se rompería formalmente en 1959 al formar las dos provincias autónomas, esta región permaneció en algunos niveles administrativos y en 1964 fue conformada la Región Autónoma de Guinea Ecuatorial con capital en Santa Isabel. En 1968, la Región obtendría su independencia como Guinea Ecuatorial. | Escudo de la antigua provincia española de Fernando Poo.                     |
| La Provincia de Río Muni (provincia número 54) (1959-1968) correspondía al territorio continental de la Guinea Española, además de las islas de Corisco, Elobey Grande, Elobey Chico y otros islotes cercanos. La población de esta provincia era cercana a los 183 000 habitantes, la mayoría de etnia pamú, bantú y benga. De clima ecuatorial, su economía se basaba en la madera (sobre todo ocume), café, cacao, aceite de palma, copra y caucho. Existió algo de ganadería (principalmente, cabras y ovejas), además de caza mayor de búfalos, antílopes y elefantes. La capital de la provincia era Bata, con 27 000 habitantes. La matrícula de su vehículos era RM. El territorio de Río Muni se convirtió en protectorado español en 1885 y en colonia en 1900, año en el que un tratado firmado en París con Francia determinó los límites del territorio. Entre 1926 y 1959 fue unificada a Fernando Poo y al territorio de Elobey, Annobón y Corisco. Tras la formación de la provincia, las islas de Elobey y Corisco quedaron incluidas en Río Muni. En 1964 fue conformada la Región Autónoma de Guinea Ecuatorial que incluía a todos los territorios ecuatoguineanos y en 1968 estos obtendrían su independencia como Guinea Ecuatorial.                           | Escudo de la antigua provincia española de Río Muni.                         |